# Макрихори (дем Темпа)
Вижте пояснителната страница за други значения на Макрихори.
Макрихори (на гръцки: Μακρυχώρι, катаревуса Μακρυχώριον, Макрихорион) е село в Република Гърция, област Тесалия, дем Темпа. Селото има население от 1787 души.

## Личности
Родени в Макрихори
- Христо, куриер на ВМОРО в началото на 20 век